# 베서니 해밀턴

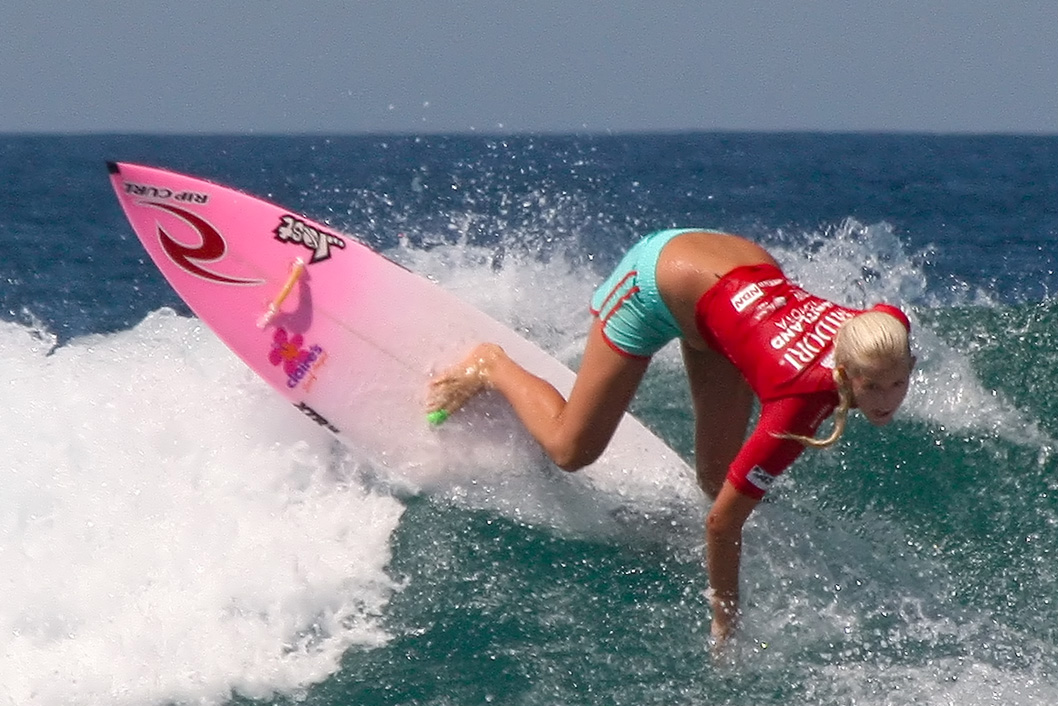
베서니 해밀턴

베서니 해밀턴(Bethany Hamilton, 1990년 2월 8일 ~ )은 하와이주 카우아이섬 출신 외팔이 서퍼다.

## 생애
어렸을 때부터 각종 서핑대회 어린이 부문에서 우승, 립 컬이 스폰서를 맡으면서 미래의 프로 서퍼로 기대되고 있었다. 2003년 10월 31일 아침, 카우아이 해변에서 알라나 블랑카드와 아버지, 삼촌과 서핑을 즐기고 있었다. 이때 상어 공격을 당하고, 왼팔 어깨 아래가 뜯겨졌다. 구조 된 후 병원에 옮겨졌지만, 전신 혈액의 60%를 잃었으며, 병원에서 회복까지 7일이 소요되었다. 사고의 충격에도 불구하고, 서핑에 복귀하기로 결심하였으며, 1개월도 채 지나지 않아 다시 서핑을 시작했다. 이전보다 길고 약간 두꺼운 보드를 주문 제작하고 패들을 쉽게 조작할 수 있도록 했다. 또한 왼손을 잃은 대신 다리를 더 사용하면서 새로운 방식에 적응할 수 있게 되었다. 2004년 1월에는 대회에 출전했다. 같은 해 7월, ESPY 상의 컴백상에 후보에 올랐으며, 최종적으로 선정되었다. 틴 초이스 어워드에서도 특별상을 수상했다. 그 해 자서전 "Soul Surfer : A True Story of Faith, Family, and Fighting to Get Back on the Board"를 간행했다. 2005년, 전국 학생 서핑 협회의 챔피언이 되었다. 2011년 자서전을 바탕으로 한 영화 《소울 서퍼》가 개봉되었다.
P.s: Bethany Hamilton had a competer in the movie soul surfer. Alana Blanchard was also a surfur and she also had great grades.